# Nobel duński
Nobel duński (duń. nobel, l.mn. noble) – złota moneta duńska wzorowana na angielskim noblu wartości 6 guldenów.
Nobel wprowadzony został do Danii w końcu XV wieku przez króla Jana. Moneta zawierała 14,9 gramów czystego złota i miała wartość 6 guldenów, przez co była niedoszacowana, gdyż gulden zawierał początkowo 2,4 grama czystego złota.
Ordynacja króla Chrystiana II z 1514 roku obniżyła zawartość złota w noblu do 14,08 gramów. W drugiej połowie XVI wieku zaprzestano bicia nobli. Jako najcięższe złote monety pojawiły się wówczas ponad dwa razy większe od nobla portugały.

## Literatura
- Zbigniew Żabiński, Rozwój systemów pieniężnych w Europie zachodniej i północnej, Zakład Narodowy Imienia Ossolińskich - Wydawnictwo, Wrocław 1989, ISBN 83-04-02992-8